# Przesłanka merytoryczna
Przesłanki merytoryczne, przesłanki materialne – rodzaj przesłanek postępowania cywilnego. Warunkują skuteczność tego postępowania w konkretnym wypadku.
Przesłankami merytorycznymi są m.in. legitymacja procesowa w procesie oraz uprawnienie do wszczęcia postępowania w postępowaniu nieprocesowym.